# 아시아태평양이론물리센터
아시아태평양이론물리센터(-太平洋理論物理-, Asia Pacific Center for Theoretical Physics, APCTP)는 첨단 연구 수행과 모든 이론물리학 분야의 젊은 과학자 연수 및 아시아태평양 지역에 있는 회원국과 그 외 지역의 물리학자들 사이의 국제협력 증진을 목표로 설립된 연구기관이다. 경상북도 포항시 남구 산31 포항공과대학교 무은재기념관 501호에 본부가 위치하고 있으며 서울특별시 강남구 역삼동 635-4번지 한국과학기술단체 총연합회(과총회관)에 분소가 위치하고 있다.

## 연혁
- 1989년 11월 일본 KEK에서 논의된 아태지역 이론물리국제연구소 설립 최초 제안.
- 1993년 2월 국제추진위원회 (IPC) 조직.
- 1994년 5월 센터설립 국제추진위원회 (제1차 회의)에서 한국을 유치국으로 결정(서울)
- 1994년 7월 AAPPS(아·태 물리학회 연합회)센터 설립지지.(호주)
- 1994년 11월 제13차 ASCA 총회에서 한국유치 공식인준.(마닐라)
- 1995년 4월 센터설립(재단법인)을 위한 창립이사회.(서울)
- 1995년 9월 UNESCO 물리실행위원회 (PAC)에서 센터 설립 지지.
- 1996년 6월 APCTP 설립, APCTP-ICTP 협약 체결.
- 1996년 11월 APEC 각료회의에서 김영삼 대통령이 센터 한국 유치 확인 및 지원 천명.
- 1997년 1월 C. N. Yang(1957 노벨 물리학상 수상) 초대 소장 취임.
- 1997년 3월 센터 재단법인 설립 허가.(과학기술부 , '97. 3. 24)
- 1997년 4월 재단법인 등록.(과학기술부, 1997. 4. 16)
- 1997년 11월 제 2 차 이사회 개최.(1997. 11. 13)
- 2001년 8월 센터이전(POSTECH)
- 2014년 4월 APEC PPSTI에서 공식 연계기관으로 인준